# Schlumbergera truncata
Schlumbergera truncata es una especie de plantas en la familia Cactaceae, endémica de Brasil y una especie común que se ha extendido por todo el mundo como ornamental.
Es una planta perenne carnosa, con tallos aplanados y con las flores de color blanco, rosa, rojo y púrpura.

## Nombres comunes
- Español: cactus de acción de gracias,  cactus de Navidad
- Inglés: Thanksgiving cactus, crab cactus, false Christmas cactus

## Sinonimia
- Epiphyllum truncatum Haw.
- Cactus truncatus Link
- Cereus truncatus Sweet
- Zygocactus truncatus K.Schum.
- Epiphyllum altensteinii Pfeiff.
- Zygocactus altensteinii (Pfeiff.) K.Schum.

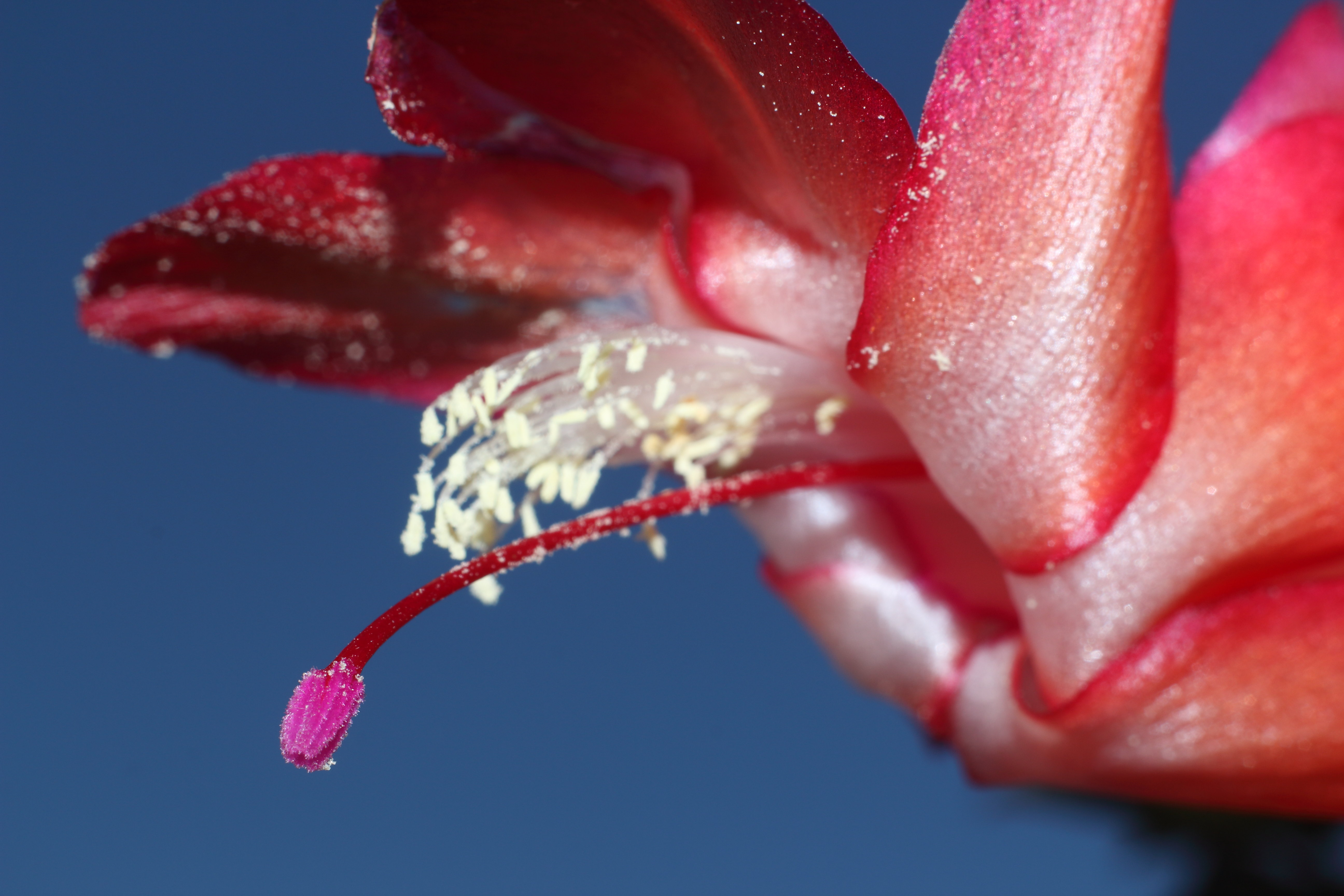
Detalle de la flor.

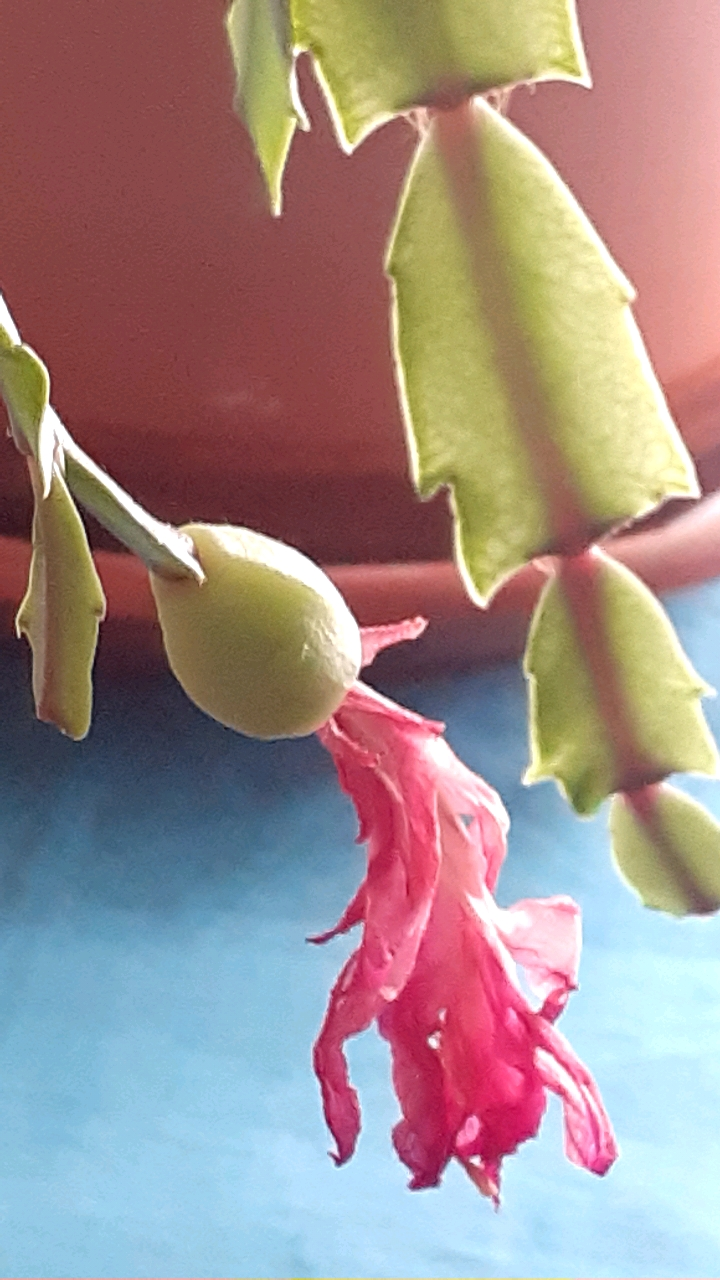
Detalle del fruto

- Epiphyllum ruckeri Paxton
- Epiphyllum bridgesii Lem.
- Epiphyllum delicatum N.E.Br.
- Zygocactus delicatum